# Lorraine Ugen
Lorraine Efe Ugen (Londres, 22 de agosto de 1991) es una deportista británica que compite en atletismo, especialista en la prueba de salto de longitud.
Ganó dos medallas de bronce en el Campeonato Mundial de Atletismo en Pista Cubierta, en los años 2016 y 2022, y una medalla de plata en el Campeonato Europeo de Atletismo en Pista Cubierta de 2017.

## Palmarés internacional
| Campeonato Mundial en Pista Cubierta | Campeonato Mundial en Pista Cubierta | Campeonato Mundial en Pista Cubierta | Campeonato Mundial en Pista Cubierta |
| Año                                  | Lugar                                | Medalla                              | Prueba                               |
| ------------------------------------ | ------------------------------------ | ------------------------------------ | ------------------------------------ |
| 2016                                 | Portland (Estados Unidos)            | Medalla de bronce                    | Salto de longitud                    |
| 2022                                 | Belgrado (Serbia)                    | Medalla de bronce                    | Salto de longitud                    |
| Campeonato Europeo en Pista Cubierta |                                      |                                      |                                      |
| Año                                  | Lugar                                | Medalla                              | Prueba                               |
| 2017                                 | Belgrado (Serbia)                    | Medalla de plata                     | Salto de longitud                    |